# Mainburg
Mainburg (Mainbourg en français) est une ville de Bavière (Allemagne), située dans l'arrondissement de Kelheim, dans le district de Basse-Bavière.

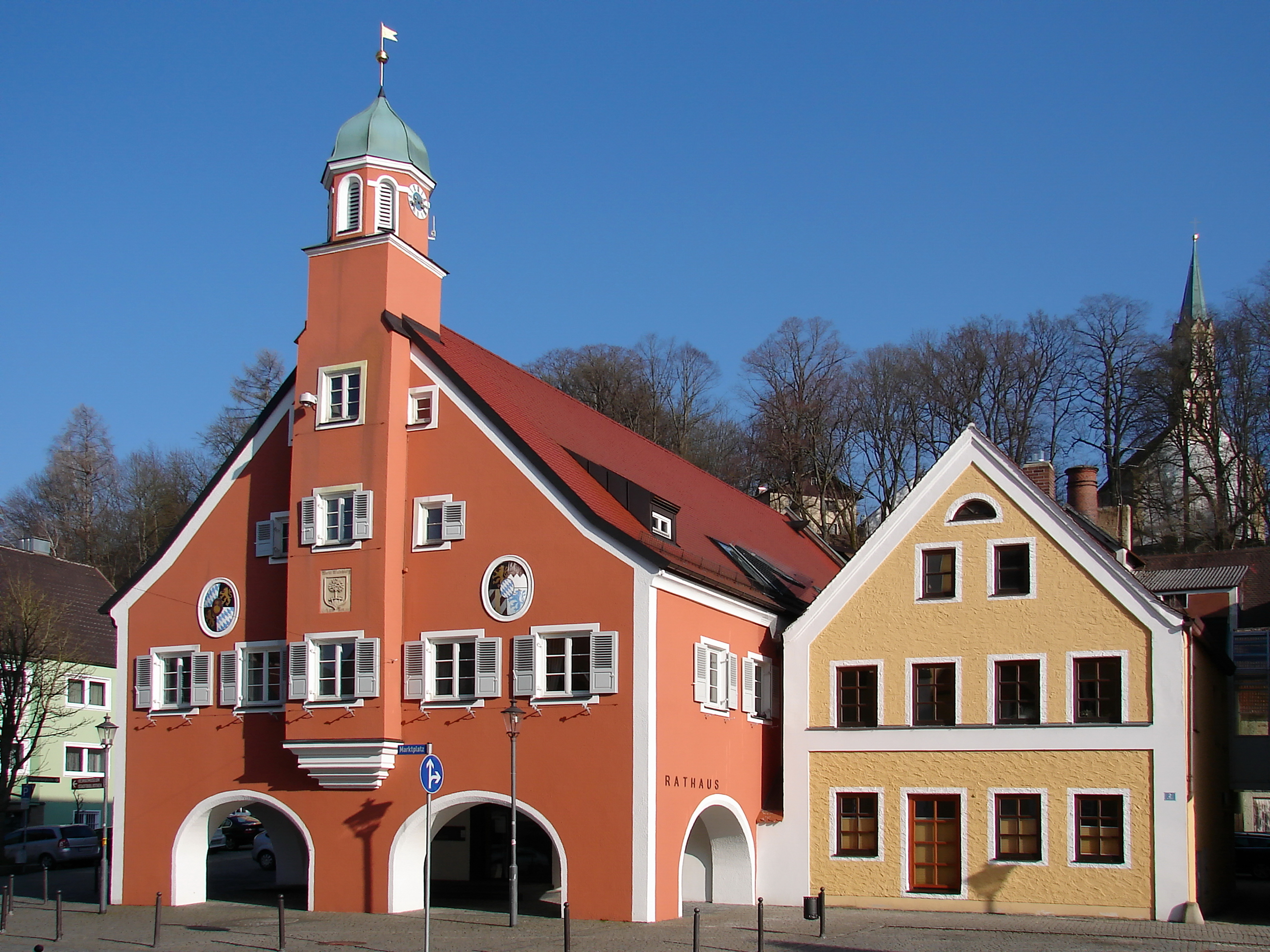
Hôtel de ville

## Histoire
- 7 décembre 1796 : Combat de Mainbourg entre les troupes Françaises et Autrichiennes

## Personnalité liée à la commune
- Josef Aigner (1846-1907), homme politique mort à Mainburg.
- Rupert Mittermüller (1814-1893), historien né à Mainburg.
- Armin Papperger  (né en 1963), homme d'affaires, PDG de Rheinmetall AG.